# جووانی د پرا
جووانی د پرا (به ایتالیایی: Giovanni De Prà) بازیکن فوتبال اهل ایتالیا است که از سال ۱۹۲۴ میلادی عضو تیم ملی فوتبال ایتالیا بوده و در ۱۹ بازی ملی حضور داشته‌است. او در بازی‌های ملی‌اش ۲۹ گل دریافت کرد.
جووانی د پرا آخرین بازی ملی خود را در سال ۱۹۲۸ میلادی انجام داد.